# Ванкуверская морская дамба

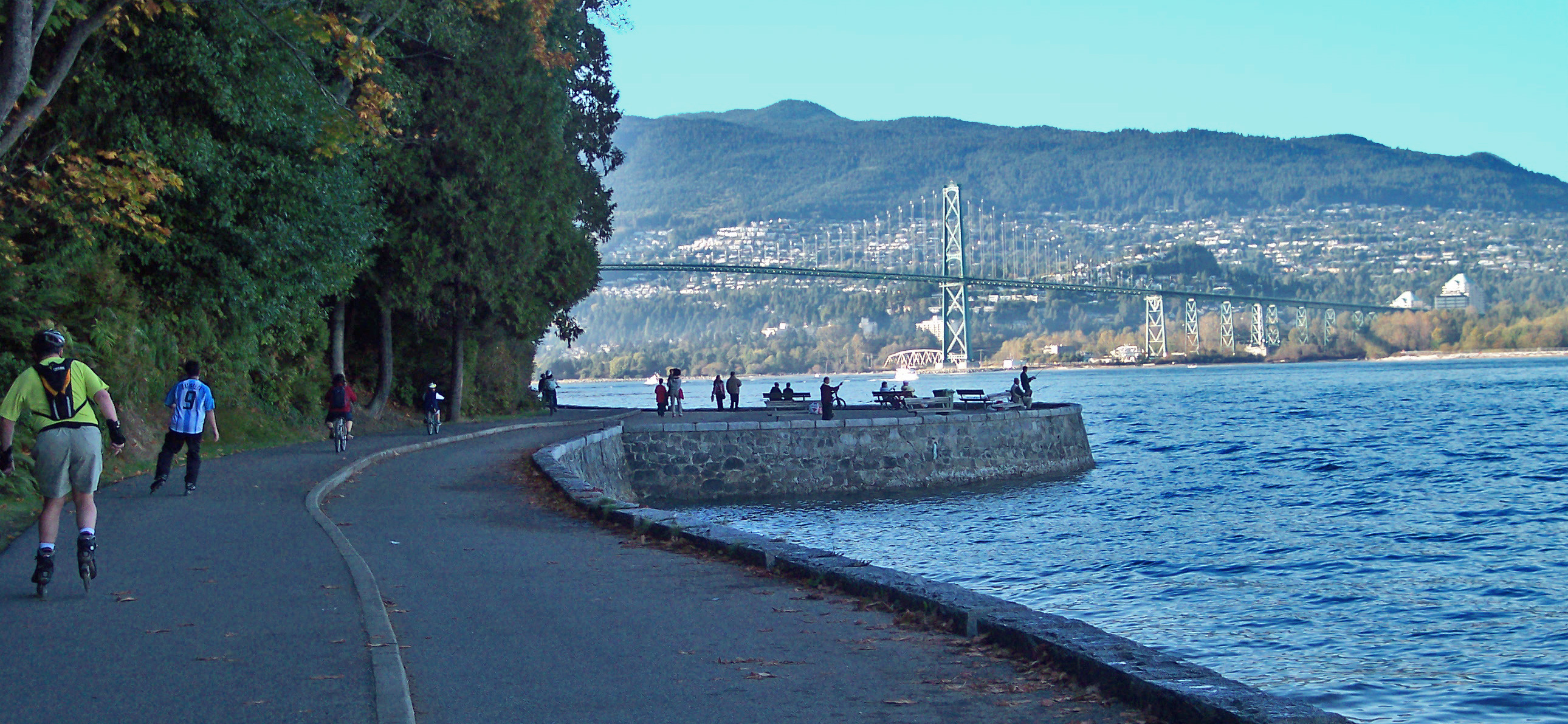
Посетители парка гуляют, бегают, рыбачат, ездят на велосипедах и на роликах на дамбе. На заднем плане мост Лайонс-Гейт.

Ванкуверская морская дамба (англ. Seawall) — каменная дамба в канадском городе Ванкувере. Сооружена по периметру одной из главных достопримечательностей города, парка Стэнли, для защиты от размытия его побережья. В повседневной речи термин Seawall для жителей Ванкувера обозначает также дорожку для пешеходов, велосипедистов и любителей катания на роликовых коньках, проложенную по верху дамбы и простирающуюся далеко за пределы парка Стэнли.
В первые годы после постройки дамбы движение на ней не было регламентировано. Между пешеходами и велосипедистами постоянно разгорались конфликты из-за приоритетности передвижения по ней. Это привело к запрету велосипедного катания на дорожке дамбы. К 1976 году полиция Ванкувера зарегистрировала 3000 случаев нарушения данного запрета.
В 1984 году дорожка дамбы была расширена, и для велосипедистов была размечена отдельная полоса, ехать по которой можно только против часовой стрелки. Такая схема движения действует на дамбе и сегодня.
Единый велопешеходный маршрут Seawall продолжали удлинять и за пределами парками Стэнли. Ныне его протяженность достигла 22 километров. Начинаясь от гавани Коал-Харбор, он огибает парк Стэнли и следует дальше мимо пляжа Сансет-Бич (Sunset Beach), далее по периметру залива Фолс-Крик, заканчиваясь на пляже Китсилано.